# Врањани (Пожега)
Врањани је насеље у Србији у општини Пожега у Златиборском округу. Према попису из 2022. било је 373 становника.

## Демографија
У насељу Врањани живи 393 пунолетна становника, а просечна старост становништва износи 43,6 година (43,3 код мушкараца и 43,8 код жена). У насељу има 123 домаћинства, а просечан број чланова по домаћинству је 3,85.
Ово насеље је великим делом насељено Србима (према попису из 2002. године), а у последња три пописа, примећен је пад у броју становника.
|  |

| Демографија | Демографија | Демографија |
| Година      | Становника  | Становника  |
| ----------- | ----------- | ----------- |
| 1948.       | 568         |             |
| 1953.       | 583         |             |
| 1961.       | 578         |             |
| 1971.       | 542         |             |
| 1981.       | 549         |             |
| 1991.       | 501         | 500         |
| 2002.       | 473         | 473         |

| Етнички састав према попису из 2002.‍ | Етнички састав према попису из 2002.‍ | Етнички састав према попису из 2002.‍ | Етнички састав према попису из 2002.‍ | Етнички састав према попису из 2002.‍ |
| ------------------------------------ | ------------------------------------ | ------------------------------------ | ------------------------------------ | ------------------------------------ |
|                                      |                                      |                                      |                                      |                                      |
| Срби                                 | Срби                                 |                                      | 472                                  | 99,78%                               |
| непознато                            | непознато                            |                                      | 1                                    | 0,21%                                |

| Година пописа     | 1948. | 1953. | 1961. | 1971. | 1981. | 1991. | 2002. |
| ----------------- | ----- | ----- | ----- | ----- | ----- | ----- | ----- |
| Број домаћинстава | 103   | 107   | 121   | 133   | 143   | 133   | 123   |

| Број чланова      | 1  | 2  | 3  | 4  | 5  | 6  | 7 | 8 | 9 | 10 и више | Просек |
| ----------------- | -- | -- | -- | -- | -- | -- | - | - | - | --------- | ------ |
| Број домаћинстава | 22 | 27 | 10 | 14 | 18 | 19 | 6 | 3 | 1 | 3         | 3,85   |

| Пол    | Укупно | Неожењен/Неудата | Ожењен/Удата | Удовац/Удовица | Разведен/Разведена | Непознато |
| ------ | ------ | ---------------- | ------------ | -------------- | ------------------ | --------- |
| Мушки  | 201    | 53               | 132          | 13             | 3                  | 0         |
| Женски | 208    | 29               | 133          | 41             | 5                  | 0         |
| УКУПНО | 409    | 82               | 265          | 54             | 8                  | 0         |

| Пол    | Укупно                    | Пољопривреда, лов и шумарство | Рибарство                            | Вађење руде и камена | Прерађивачка индустрија       |
| ------ | ------------------------- | ----------------------------- | ------------------------------------ | -------------------- | ----------------------------- |
| Мушки  | 101                       | 21                            | 0                                    | 0                    | 43                            |
| Женски | 82                        | 51                            | 0                                    | 0                    | 14                            |
| УКУПНО | 183                       | 72                            | 0                                    | 0                    | 57                            |
| Пол    | Производња и снабдевање   | Грађевинарство                | Трговина                             | Хотели и ресторани   | Саобраћај, складиштење и везе |
| Мушки  | 2                         | 7                             | 9                                    | 1                    | 9                             |
| Женски | 0                         | 2                             | 5                                    | 0                    | 2                             |
| УКУПНО | 2                         | 9                             | 14                                   | 1                    | 11                            |
| Пол    | Финансијско посредовање   | Некретнине                    | Државна управа и одбрана             | Образовање           | Здравствени и социјални рад   |
| Мушки  | 1                         | 0                             | 4                                    | 2                    | 1                             |
| Женски | 1                         | 0                             | 3                                    | 2                    | 2                             |
| УКУПНО | 2                         | 0                             | 7                                    | 4                    | 3                             |
| Пол    | Остале услужне активности | Приватна домаћинства          | Екстериторијалне организације и тела | Непознато            | Непознато                     |
| Мушки  | 0                         | 0                             | 0                                    | 1                    | 1                             |
| Женски | 0                         | 0                             | 0                                    | 0                    | 0                             |
| УКУПНО | 0                         | 0                             | 0                                    | 1                    | 1                             |